# Всеобщие выборы в Гватемале (1880)
Всеобщие выборы в Гватемале проходили 6-8 ноября 1880 года. В результате президентом вновь стал Хусто Руфино Барриос Ауйон, получивший более 94 % голосов.

## Результаты
| Кандидат                           | Партия                             | Голоса | %     |
| ---------------------------------- | ---------------------------------- | ------ | ----- |
| Хусто Руфино Барриос Ауйон         | Либеральная партия                 | 6 687  | 94,22 |
| Прочие                             | Прочие                             | 410    | 5,78  |
| Недействительных/пустых бюллетеней | Недействительных/пустых бюллетеней |        | –     |
| Всего                              | Всего                              | 7 097  | 100   |